# 張廷綸
張廷綸（1424年—？），字允言，廣西潯州府平南縣人，明朝官员。進士出身。

## 生平
正統十二年（1447年），以翁源籍中式丁卯科廣東鄉試第四名舉人。天順四年（1460年）庚辰科會試第九十一名，殿試登進士第二甲第三十一名，官至南京戶部主事。

## 家族
曾祖張秀實。祖父張惠，曾任知縣。父張輝，曾任教諭。

## 墓葬
其墓在今贵港市平南县平南街道朝阳社区（原平南镇雅塘山），以“明尚书张廷纶墓”之名列為平南縣文物保護單位。管理者是当地的张氏族人。

## 佚事
《菽園雜記》載張廷綸捲入兩廣巡撫葉盛與丘濬恩怨之事。